# Thutmose IV.
Thutmose IV. osmý faraon egyptské 18. dynastie převzal vládu v říši po svém otci Amenhotepovi II., která byla rozlehlá od Nubie na jihu až po východní část Středozemního moře. Za vlády otce, jako princ, získal zkušenosti s námořní službou a válečnými výpravami do Syrie a Palestiny. Jeho vláda jako faraona započala po smrti otce (~1400 př. n. l.). Vládl asi 10 let.

## Vláda

Mapa starověkého Egypta

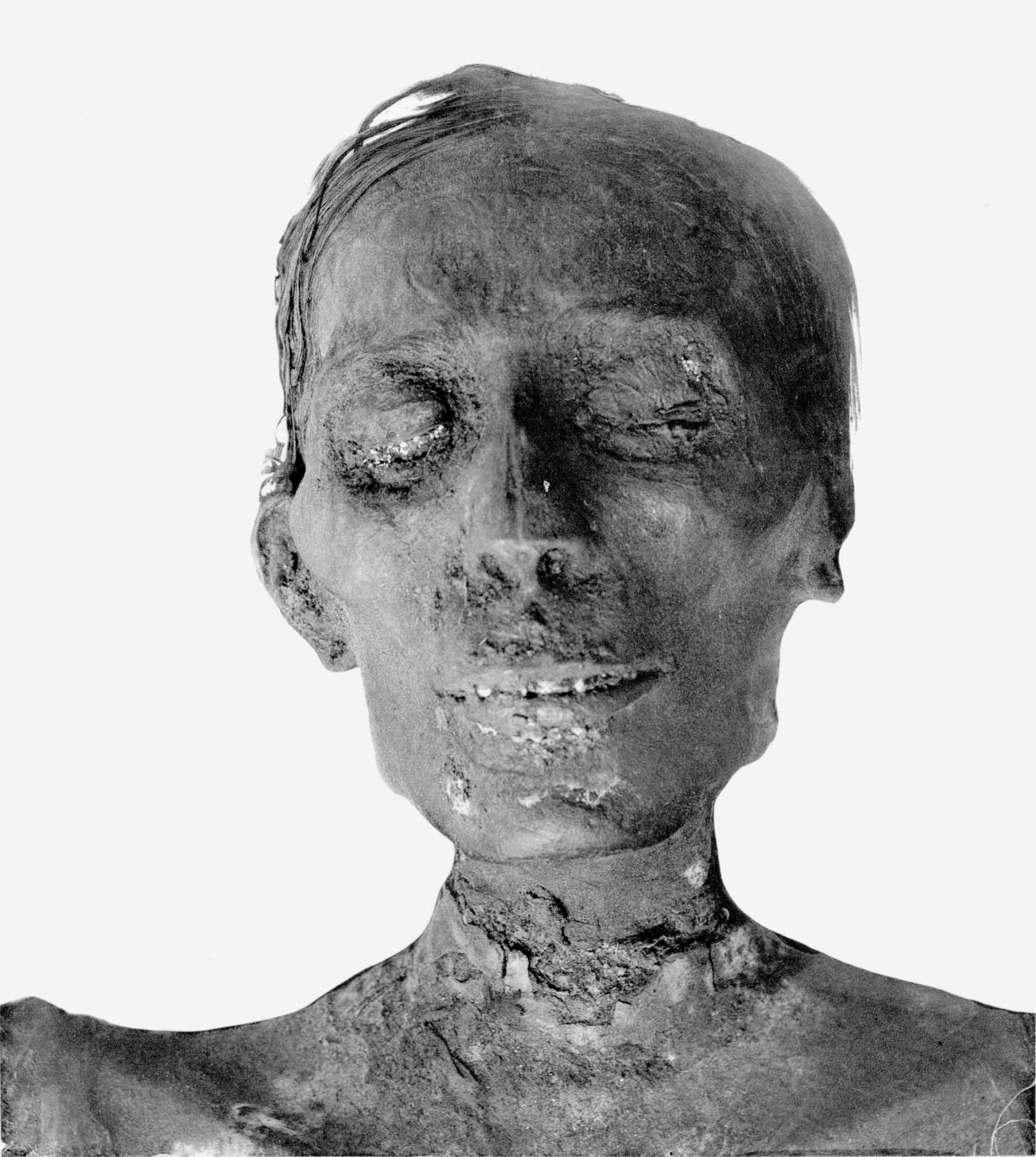
Hlava mumie Thutmose IV.

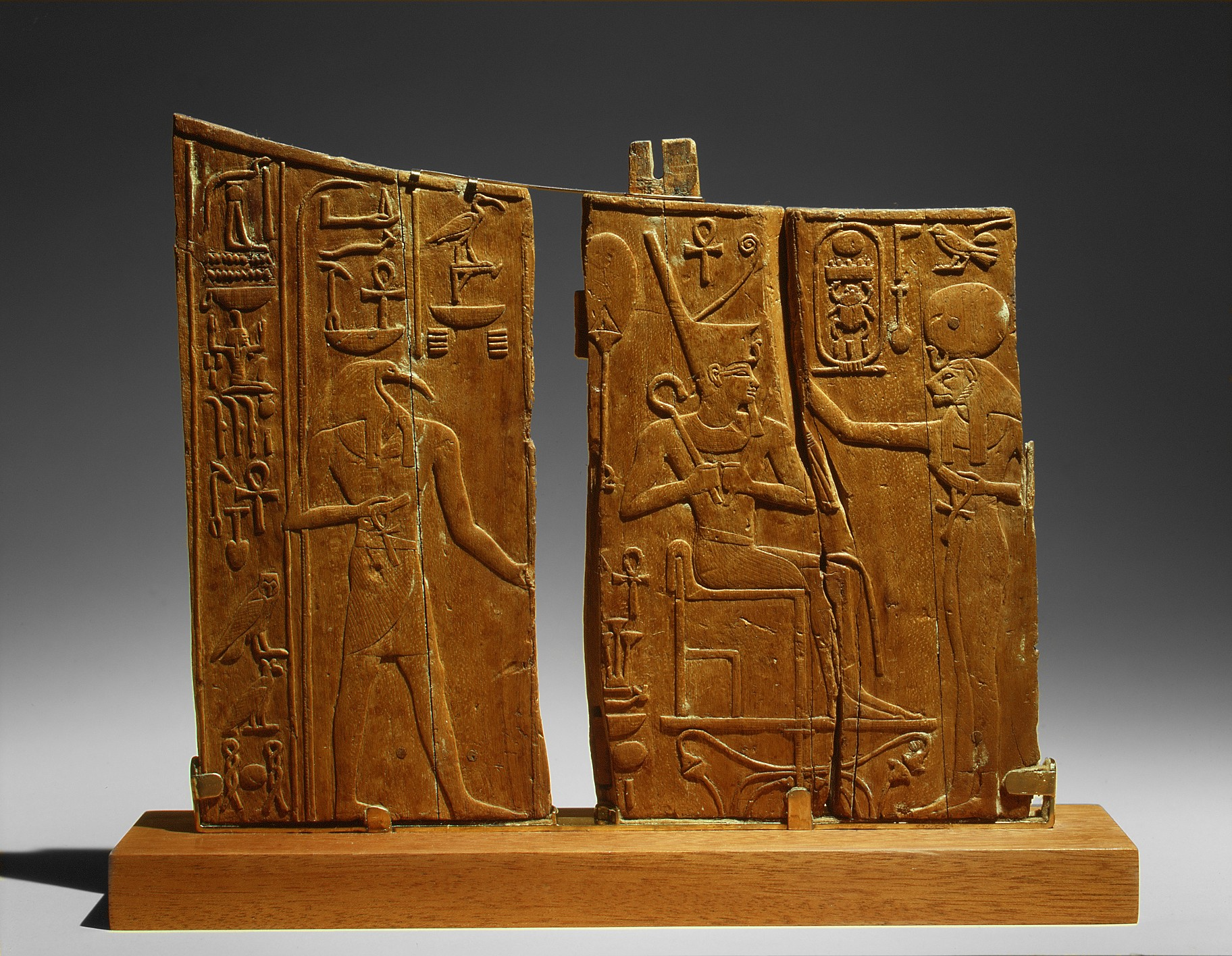
Opěradlo ceremoniálního křesla Thutmose IV.

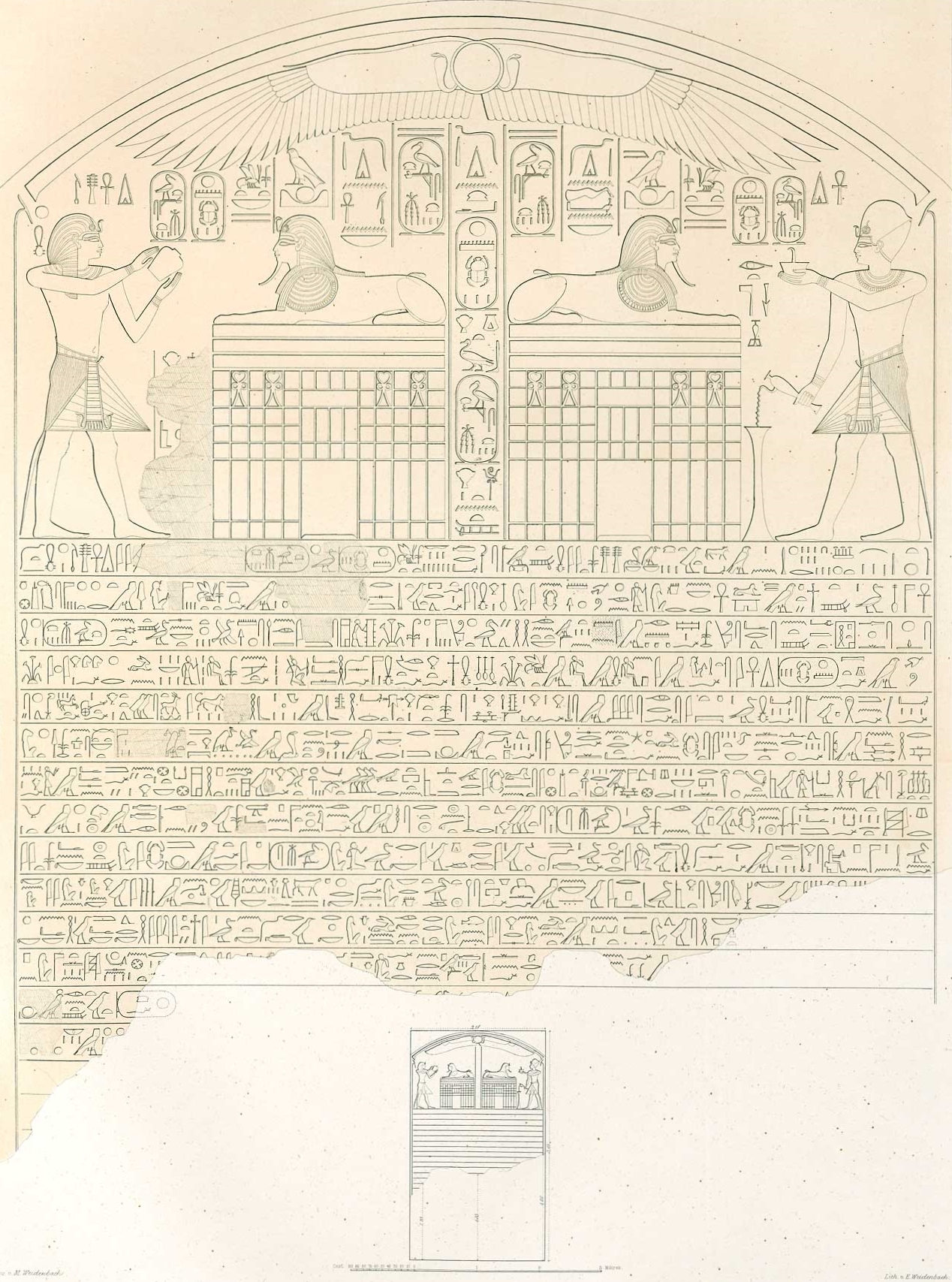
Stela u Velké Sfingy v Gize

Když nastoupil na trůn, vzápětí se potýkal se vzpourami jak na jihu v Núbii, tak i na severu v Sýrii. Navíc se vzmáhala moc Chetitů, kteří ohrožovali zpřátelené panovníky v zemi Mitanni. Přijal politické řešení, vzal si za ženu Mitannskou princeznu Mutemviu, dceru krále Atartama I. Ta se stala matkou následníka Amenhotepa III. Když Asyřané ohrožovali Mitanni, poslal jim zlato, aby zabezpečili svoji bezpečnost.
Asi nejznamenanější památkou, vztahující se k Thutmosovi IV., je stéla z červené žuly, umístěná mezi tlapami Velké Sfingy v Gíze. Thutmose IV. na ní vylíčil svůj sen, ve kterém ho Sfinga žádala, aby ji očistil od písku, za to mu slibovala korunu Horního a Dolního Egypta.

## Monumenty
Dokončil výstavbu Lateránského obelisku, kterou započal Thutmose III., a vztyčil jej v Karnaku. Obelisk vysoký ~32 m se nyní nachází v Římě na Piazza San Giovanni.
Další obelisk, dokončený za vlády Thutmose IV., Theodosius je nyní v Istanbulu. Několik dalších menších projektů Thutmose realizoval v Alexandrii, chrám v Karnakua v Crocodilopolisu v oáze Fajum.

## Hrobka
Hrobka Thutmose IV. v Údolí Králů KV43 byla Loretem 1866 objevena v docela zachovalém stavu. Četné artefakty, které se tam nacházely, potvrzují vysokou uměleckou kulturu a řemeslnou dovednost.
Mumie Thutmose IV. byla zkoumána v Imperial College London s cílem dopátrat se předčasných úmrtí faraonů a členů 18. dynastie (včetně Tutanchámona a Achnatona). Dospěli k závěru, že se jedná o rodinnou (dědičnou) epilepsii, neurologickou poruchu a gynekomastii (zvětšení prsou mužů), kterými také vysvětlovali tendenci k spirituálním náboženským vizím (Amenhotep IV. – Achnaton). Navíc se u mumie Thutmose vyskytly příznaky rozsáhlé dentální – (Parodontitida) infekce.